# О причинах гибели царств
«О причинах гибели царств» (в рукописи: «Описание вин или причин, которыми к погибели и к разоренью всякие царства приходят, и которыми делами в целости и в покою содержатца и строятца») — памятник древнерусской литературы XVII — начала XVIII века политического характера.

## История и содержание
Текст памятника написан на древнерусском языке, сложном своими громоздкими конструкциями. Трактат переписывался в среде старообрядцев до начала XVIII века. Список трактата имелся в царской библиотеке Петра I. Издание 1989 года безосновательно приписывало авторство Н. Спафарию. Автор рассматривает судьбы государств и причины, которые приводят их к неустройству и исчезновению. Рассуждая о причинах мятежей и смут, о поведении «начальников», автор задаётся главным вопросом — о характере царской власти: каким должен быть «хороший царь». Автор приводит в пример события античной истории. Памятник предположительно восходит к латинскому оригиналу, перенесённым на Русь в XVII веке. Ряд списков сохранили имя автора — Василия Садовулина (или Садовского).
Оригинал, с которого был переведён текст, вероятно, был польский, на что указывает обилие полонизмов. В трактате отсутствуют упоминания об исторических событиях истории России. Автор размышляет об условиях, при которых государства процветают или погибают. По мнению автора, существует два рода причин, приводящих к гибели государств: человеческие и божественные, представляющие собой суд божий. Так, автор говорит о необходимости ограничения власть предержащих законом:

Подобает таково же, чтобы власть приказных людей въ государстве праведная была, сиирѣчь, чтобы въ своей мѣре и в постановленье остоялась и чтобы болши власти своей не ширили, толко столь много, сколько имъ в судебниках указано… Потому егда такая власть размножитца и разширитца, тогды и до мучительства государя и начальников възбужает и приводит против подданным своимъ.